# Schlichtungsstelle für den öffentlichen Personenverkehr
Die Schlichtungsstelle Reise & Verkehr e.V. (bis 2024: Schlichtungsstelle für den öffentlichen Personenverkehr e.V. - söp) sorgt dafür, dass Reisende und Unternehmen bei Konflikten, die sie untereinander nicht direkt beilegen können, im Rahmen einer außergerichtlichen Streitbeilegung möglichst doch noch einvernehmliche Lösungen finden. Häufige Konfliktursachen sind z. B. Verspätungen und Ausfälle im Bahn-, Bus-, Luft- und Schiffsverkehr.
Die Schlichtungsstelle Reise & Verkehr e.V. arbeitet nicht gewinnorientiert und wird von einem Verein getragen, in dem sich aktuell über 350 Verkehrs- und Reiseunternehmen zusammengeschlossen haben. Die Schlichtungsstelle Reise & Verkehr e.V. kann nur für Mitglieder ihres Trägervereins tätig werden. Die Schlichtung erfolgt sachlich unabhängig und ist für Verbraucherinnen und Verbraucher kostenfrei.

## Aufgaben
Kernaufgabe der Schlichtungsstelle Reise & Verkehr e.V. ist die außergerichtliche Streitbeilegung bei individuellen Konflikten zwischen Reisenden und Verkehrsunternehmen. Hiermit verbunden ist die Stärkung der Kundenzufriedenheit mit den beteiligten Unternehmen.
Die Schlichtungsstelle arbeitet sachlich unabhängig und neutral mit Zuständigkeit für Reisende, die sich zuvor erfolglos mit ihrer Beschwerde an ein Bahn-, Bus-, Flug-, Reise- oder Schiffsunternehmen gewandt haben. Dabei verfolgt die Schlichtungsstelle einen verkehrsträgerübergreifenden, service- und praxisorientierten Ansatz: Reisende verknüpfen oft verschiedene Verkehrsmittel (sie nutzen z. B. einen Zug für die Fahrt zu einem Flughafen, um von dort mit einem Flugzeug weiterzureisen), was im Streitfall die Prüfung der gesamten Reisekette mit allen in Anspruch genommenen Verkehrsunternehmen bzw. Vertragspartnern erfordern kann. Wird die Schlichtungsstelle eingeschaltet, muss sich die beschwerdeführende Person selbst nicht um Fragen von Zuständigkeiten kümmern und hat mit der Schlichtungsstelle eine zentrale Ansprechpartnerin.
Im Juni 2010 wurde die Schlichtungsstelle von der Europäischen Kommission notifiziert, d. h., sie erfüllt die Voraussetzungen der Empfehlung 98/257/EG zur außergerichtlichen Beilegung von Verbraucherstreitigkeiten.
Mit Inkrafttreten des Verbraucherstreitbeilegungsgesetzes (VSBG) ist die Schlichtungsstelle Reise & Verkehr e.V. als Verbraucherschlichtungsstelle offiziell anerkannt.
Für ihre Arbeit erhält die Schlichtungsstelle von Reisenden, der Politik, juristischen Fachkreisen, Medien sowie Verbraucherverbänden und Verkehrsunternehmen viel Zuspruch, was sich nicht zuletzt in einer wachsenden Zahl eingehender Schlichtungsanträge ausdrückt.

## Trägerverein
Die Organe des Vereins der Schlichtungsstelle Reise & Verkehr e.V. sind der Vorstand, die Mitgliederversammlung und der Beirat. Der Vorstand besteht aus mindestens drei und höchstens sieben Mitgliedern.

## Der Beirat
In ihrer Arbeit wird die Schlichtungsstelle durch einen Beirat unterstützt. Dieser umfasst Vertreterinnen und Vertreter aus der Bundesregierung, des Bundestags, der Bundesländer, seitens Verbraucherinnen und Verbrauchern, aus der Wirtschaft sowie aus der Wissenschaft. Vorsitzende des Beirates ist Marion Jungbluth, Verbraucherzentrale Bundesverband e.V.

## Schlichtungsverfahren
Quelle: Schlichtungsstelle Reise & Verkehr e.V.

### Schlichtungsmöglichkeit
Die Schlichtung setzt die Mitwirkung des jeweiligen Unternehmens am Schlichtungsverfahren voraus. Dies ist grundsätzlich dann der Fall, wenn das jeweilige Unternehmen Mitglied im Trägerverein der Schlichtungsstelle Reise & Verkehr e.V. ist.

### Schlichtungsablauf
Bevor ein Schlichtungsantrag gestellt werden kann, muss eine Beschwerde direkt an das jeweilige Unternehmen gerichtet worden sein. Das Unternehmen kann dann den geltend gemachten Anspruch prüfen und antworten. Wenn eine beschwerdeführende Person dann allerdings mit der Antwort des Unternehmens nicht zufrieden ist oder im Rahmen einer angemessenen Frist gar keine Antwort erhält, kann ein Schlichtungsantrag gestellt werden, dies einfach online.
Mit der Klärung des Sachverhalts wird eine Entscheidungsgrundlage geschaffen. Die juristische Prüfung der Sach- und Rechtslage erfolgt sachlich unabhängig und neutral durch das Team der Schlichtungsstelle, das auf Verkehrs- und Reiserecht spezialisiert ist. Nach Abschluss dieser Prüfung erfolgt eine Abwägung der jeweils betroffenen Interessen. Zu deren einvernehmlichem Ausgleich unterbreitet die Schlichtungsstelle auf der Grundlage der zuvor ermittelten Rechtslage einen schriftlich begründeten Schlichtungsvorschlag.

### Bindungswirkung
Die Schlichtungsempfehlung soll eine einvernehmliche außergerichtliche Lösung des Streitfalls ermöglichen. Die Empfehlung ist für beide Parteien nicht bindend: Nur wenn die beschwerdeführende Person und das Unternehmen als Beschwerdegegner mit der Empfehlung oder einer vereinbarten Modifikation des Vorschlags ausdrücklich einverstanden sind, wird diese verbindlich. Im Übrigen steht den beschwerdeführenden Personen in jedem Stadium des Schlichtungsverfahrens der Weg zu den ordentlichen Gerichten offen – auch nach einer möglicherweise gescheiterten Schlichtung.

### Kosten
Die Kosten des Schlichtungsverfahrens werden entsprechend des Verbraucherstreitbeilegungsgesetzes (VSBG) von den Unternehmen getragen. Für die beschwerdeführenden Personen ist das Schlichtungsverfahren kostenfrei.

### Statistiken
Im Jahr 2024 kontaktierten über 45.000 Reisende die Schlichtungsstelle. Die Schlichtungsanträge betreffen zu über 80 % den Flugverkehr. In rund 90 % aller Schlichtungsfälle wird eine Lösung gefunden, die von beiden Parteien angenommen wird.

## Schlichtung im Luftverkehr
Am 21. März 2013 hat der Deutsche Bundestag mit dem Gesetz zur Schlichtung im Luftverkehr ein Schlichtungsverfahren für Streitigkeiten zwischen Fluggästen und Luftverkehrsunternehmen verabschiedet (durch Änderung, bzw. Ergänzung der §§ 57 ff. des Luftverkehrsgesetzes (LuftVG)). Die neuen Regelungen gelten verbindlich seit 1. November 2013.
Die Luftverkehrsunternehmen (Airlines) sind infolgedessen verpflichtet, eine Schlichtungsstelle einzurichten oder sich einer solchen anzuschließen (§ 57 LuftVG n.F.). Nach dem Gesetz steht es den Airlines frei, eine privatrechtlich organisierte Einrichtung als Schlichtungsstelle zu wählen. Andernfalls werden sie einer behördlichen Schlichtung beim Bundesamt für Justiz (BfJ) unterworfen (§ 57a LuftVG n.F.). Bereits zum 1. November 2013 schlossen sich große deutsche Fluggesellschaften wie Lufthansa, Condor und TUI fly der Schlichtungsstelle an und sind seitdem Mitglieder im Trägerverein der Schlichtungsstelle Reise & Verkehr e. V.
§ 57b LufVG n.F. legt fest, dass Airlines nur zwingend an einer Schlichtung teilnehmen müssen, sofern Ansprüche von Verbraucherinnen und Verbrauchern (im Sinne des § 13 BGB) und in einer Forderungshöhe von max. 5.000 Euro betroffen sind. Somit sind z. B. Vorfälle aus Geschäftsreisen nicht nach diesem System schlichtungsfähig. In § 57b LuftVG n.F. werden zudem weitere Anforderungen aufgestellt, wann eine Schlichtung zulässig ist und wann nicht.

## Weblink
- Schlichtungsstelle Reise & Verkehr e. V.